# Maria Canals International Music Competition

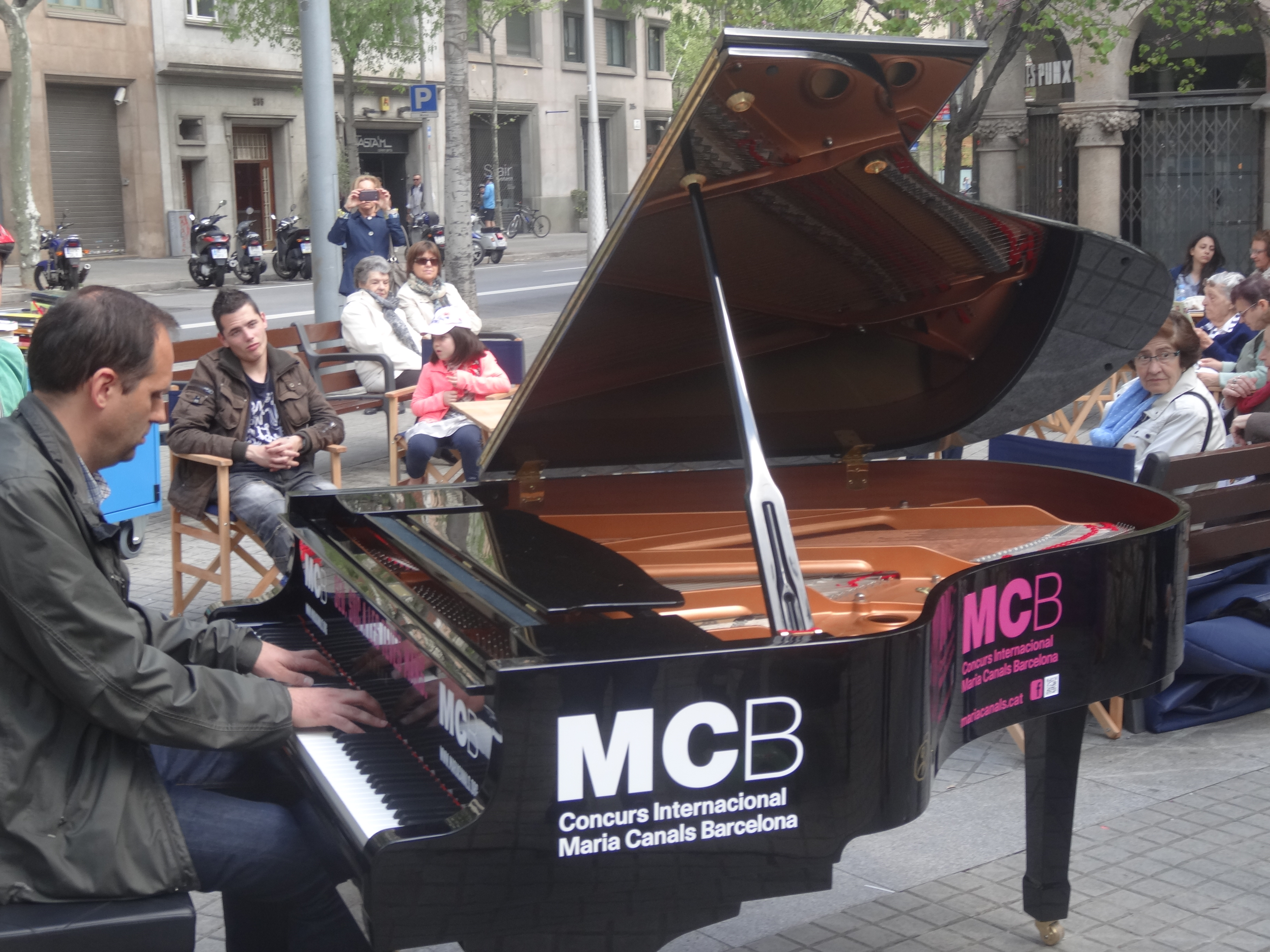
Auftritt eines Pianisten auf der Avinguda Diagonal in Barcelona im Rahmen der Maria Canals International Music Competition 2015

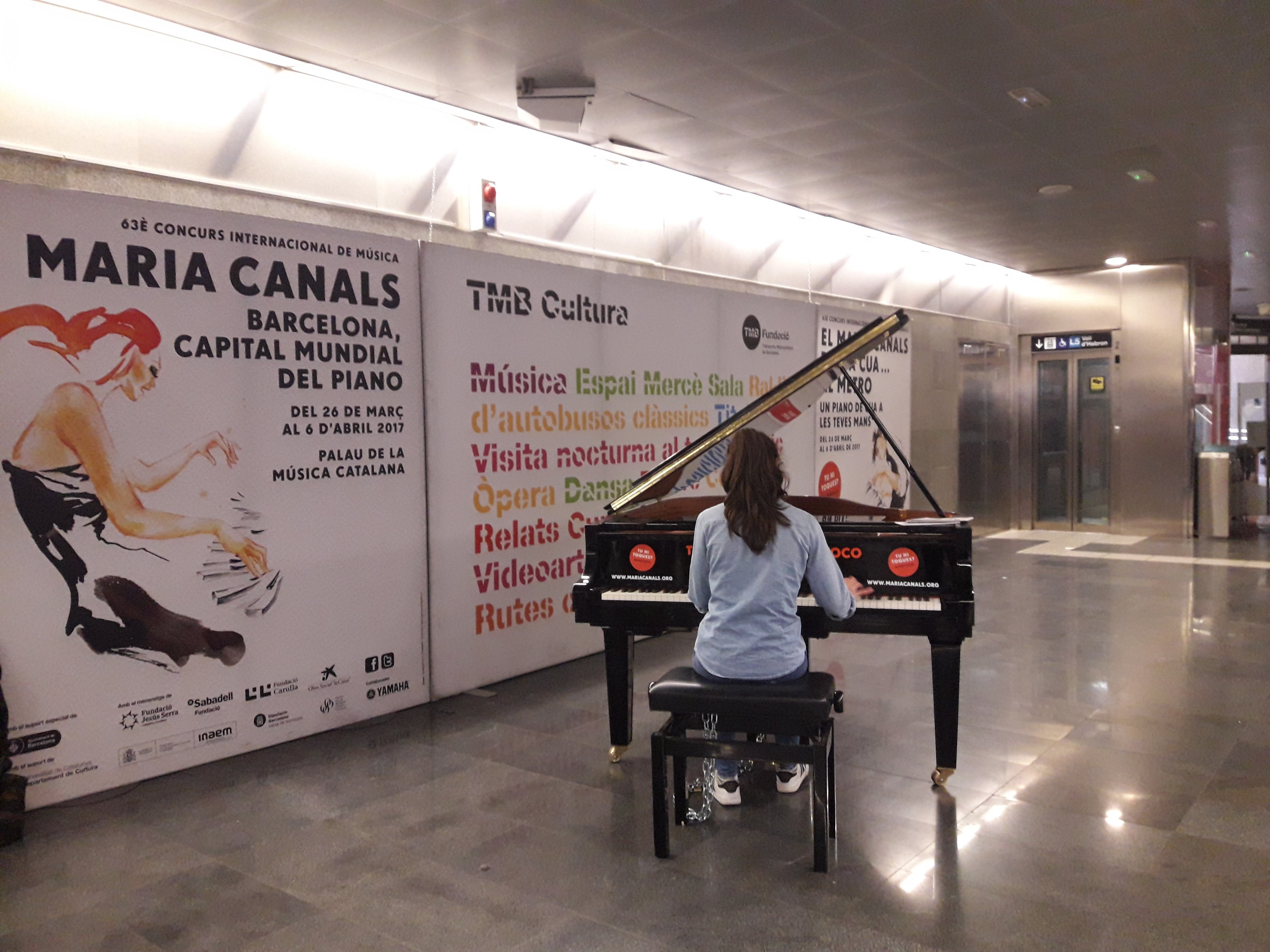
Auftritt einer Pianistin in der Metrostation Diagonal in Barcelona im Rahmen der Maria Canals International Music Competition 2017

Die Maria Canals International Music Competition (katalanisch Concurs Internacional de Música Maria Canals Barcelona) ist ein Musikwettbewerb, der jährlich im Palau de la Música Catalana in Barcelona stattfindet.

## Geschichte
Der Wettbewerb wurde 1954 von der katalanischen Pianistin Maria Canals i Cendrós (1913–2010) und ihrem Ehemann, dem Komponisten und Schriftsteller Rossend Llates i Serrat (1899–1973) als Klavierwettbewerb ins Leben gerufen und seit 1964 um weitere Disziplinen erweitert. Seit seiner Gründung wurden mehr als 120 Wettbewerbe ausgerichtet, mit über 8.000 Teilnehmern aus 100 Ländern und über 200 Jurymitgliedern aus der ganzen Welt. Der Wettbewerb, für den Künstler wie Joan Miró, Antoni Tàpies and Joan Clavé Werbeplakate erstellt haben, wurde 1996 vom spanischen Innenministerium für gemeinnützig erklärt.
Seit 1958 ist die Maria Canals International Music Competition Mitglied der World Federation of International Music Competitions.

## Preisträger

### Piano
1954
- 1. Preis (Herren): Miquel Farré i Mallofré,  Spanien
- 1. Preis (Damen): Maria Neus Miró,  Spanien

1956
- Großer Preis: nicht vergeben
- 1. Preis (Herren): Klaus Börner,  Deutschland und Giorgio Radicula,  Italien (ex aequo)
- 1. Preis (Damen): Aline Demierre,  Schweiz und Núria Escofet,  Spanien (ex aequo)

1957
- Großer Preis: nicht vergeben
- 1. Preis (Herren): Alberto Colombo,  Italien
- 1. Preis (Damen): Thérèse Castaigne,  Frankreich

1958
- 1. Preis: Françoise Thinat,  Frankreich

1959
- 1. Preis: nicht vergeben
- 2. Preis (Herren): Jean-Jacques Hauser,  Schweiz
- 2. Preis (Damen): Yoko Ikeda,  Japan

1960
- 1. Preis: Andrzej Jasiński,  Polen

1961
- 1. Preis: Catherine Silie,  Frankreich

1962
- 1. Preis: Dinorah Varsi,  Uruguay

1963
- 1. Preis: nicht vergeben
- 2. Preis (Herren): Jerzy Vajek,  Polen
- 2. Preis (Damen): Françoise Parrot,  Frankreich

1964
- 1. Preis: Dag Achatz,  Schweden

1965
- 1. Preis: James Tocco,  Vereinigte Staaten

1966
- 1. Preis: Leonora Milà,  Spanien
- Spezialpreis Premio Sala Angelus: Peter Sauermann,  Deutschland

1967
- 1. Preis: nicht vergeben
- 2. Preis: Franco Angeleri,  Italien und Jacques Rouvier,  Frankreich (ex aequo)

1968
- 1. Preis: Christina Viñas,  Argentinien

1969
- 1. Preis: Joseph W. Fennimore,  Vereinigte Staaten

1970
- 1. Preis: Lupe Parrondo,  Peru

1971
- 1. Preis: nicht vergeben
- 2. Preis: Ewa Bukojemska,  Polen und Yves Noack,  Frankreich (ex aequo)

1972
- 1. Preis: Klára Barányi,  Ungarn

1973
- 1. Preis: Jonathan M. Purvin,  Vereinigte Staaten

1974
- 1. Preis: nicht vergeben
- 2. Preis: Blanca Bodalla,  Jugoslawien
- 2. Preis: Akira Imai,  Japan und Pierre Réach,  Frankreich  (ex aequo)

1975
- 1. Preis: nicht vergeben
- 2. Preis (Herren): Raimondo Campisi,  Italien, Roberto Capello,  Italien und Andrea Bonatta,  Italien (ex aequo)
- 2. Preis (Damen): Marioaran Trifan,  Vereinigte Staaten

1976
- 1. Preis: Yasuto Sugimoto,  Japan
- 2. Preis: Elza Kolodin,  Polen

1977
- 1. Preis: Arnulf von Arnim,  Deutschland
- 2. Preis: Chung-Myung Kim,  Südkorea und Carmen Or,  Israel  (ex aequo)
- 3. Preis: Silvia Natiello,  Argentinien

1978
- 1. Preis: Bernard d’Ascoli,  Frankreich
- 2. Preis: Erik Berchot,  Frankreich
- 3. Preis: Ruriko Kikuchi,  Japan

1979
- 1. Preis: nicht vergeben
- 2. Preis: Yves Rault,  Frankreich und Christine Kiss,  Ungarn (ex aequo)
- 3. Preis: Mario Bosselli,  Italien

1980
- 1. Preis: Yuri Rosum,  Sowjetunion
- 2. Preis: Cathérine Joly,  Frankreich
- 3. Preis: Akos Hernadi,  Ungarn

1981
- 1. Preis: nicht vergeben
- 2. Preis: Kazuoki Fujii,  Japan und Michel Gal,  Frankreich (ex aequo)
- 3. Preis: José Carlos Cocarelli,  Brasilien

1982
- 1. Preis: Hiromi Okada,  Japan
- 2. Preis: Karoly Mocsari,  Ungarn
- 3. Preis: Yuki Matsuzawa,  Japan

1983
- 1. Preis: nicht vergeben
- 2. Preis: Bernd Glemser,  Deutschland und Kyoko Koyama,  Japan
- 3. Preis: Antonella Vignali,  Italien
- Spezialpreis: Marcelino López,  Spanien

1984
- 1. Preis: nicht vergeben
- 2. Preis: Rie Konishi,  Japan und Pascal Le Corre,  Frankreich (ex aequo)
- 3. Preis: Galina Vratcheva,  Bulgarien

1985
- 1. Preis: nicht vergeben
- 2. Preis: Detlef Kaiser,  Deutschland und Ian Munro,  Australien (ex aequo)
- 3. Preis: Constantin Sandu,  Rumänien

1986
- 1. Preis: Chiharu Sakai,  Japan
- 2. Preis: Carole Carniel,  Frankreich
- 3. Preis: Nobuyuki Nagaoka,  Japan
- Spezialpreis: Ignacio Marín,  Spanien

1987
- 1. Preis: nicht vergeben
- 2. Preis: Christopher Oakden,  Vereinigtes Königreich
- 3. Preis: Keiko Nakai,  Japan und Alexandre Tharaud,  Frankreich (ex aequo)

1988
- 1. Preis: Zhong Xu,  Volksrepublik China
- 2. Preis: Olivier Cazal,  Frankreich
- 3. Preis: Junko Saito,  Japan
- Spezialpreis: José Ramón Méndez,  Spanien

1989
- 1. Preis: Gerardo Vila,  Argentinien
- 2. Preis: Christophe Simonet,  Frankreich
- 3. Preis: Yukiko Hori,  Japan
- Spezialpreis: Miquel Jorba,  Spanien

1990
- 1. Preis: Mathieu Papadiamandis,  Frankreich
- 2. Preis: nicht vergeben
- 3. Preis: Jovianney E. Cruz,  Philippinen und Andrei Fadeev,  Sowjetunion

1991
- 1. Preis: Yuri Martinov,  Sowjetunion
- 2. Preis: Yuko Nakamichi,  Japan
- 3. Preis: Eva-Maria Rieckert,  Deutschland

1992
- 1. Preis: Armands Ābols,  Lettland
- 2. Preis: Akiko Kato,  Japan
- 3. Preis: Tomoko Doi,  Japan

1993
- 1. Preis: Amir Katz,  Israel
- 2. Preis: Gustavo Díaz-Jerez,  Spanien
- 3. Preis: Rafal Luszczewski,  Polen

1994
- 1. Preis: Sviatoslav Lips,  Russland
- 2. Preis: Dmitri Morozov,  Belarus
- 3. Preis: Frederik Lagarde,  Frankreich und Yoko Takemura,  Japan (ex aequo)

1995
- 1. Preis: Won Kim,  Südkorea
- 2. Preis: Keiji Serizawa,  Japan
- 3. Preis: Yulia Botchkovskaia,  Russland und Birgita Wollenweber,  Deutschland (ex aequo)

1996
- 1. Preis: nicht vergeben
- 2. Preis: Jan Gottlieb Jiracek,  Deutschland
- 3. Preis: Saar Ahuvia,  Israel und Kiyo Wada,  Japan

1997
- 1. Preis: nicht vergeben
- 2. Preis: Elina Hata,  Japan und Ayako Kawai,  Japan (ex aequo)
- 3. Preis: Li Wang,  Kanada
- Spezialpreis: Young-Ha Chung,  Südkorea

1998
- 1. Preis: Peter Koczor,  Ungarn
- 2. Preis: Takahiro Mita,  Japan
- 3. Preis: Miwako Takeda,  Japan und Anthony Zerpa-Falcon,  Vereinigtes Königreich (ex aequo)
- Spezialpreis: Vicent Larderet,  Frankreich

1999
- 1. Preis: Kirill Gerstein,  Russland
- 2. Preis: Ayako Kimura,  Japan
- 3. Preis: Sung-Hoon Hwang,  Südkorea

2000
- 1. Preis: Yusuke Kikuchi,  Japan
- 2. Preis: Ferenc Vizi,  Rumänien
- 3. Preis: Piotr Kupka,  Polen und Fabrice Lanoë,  Frankreich (ex aequo)

2001
- 1. Preis: Yurie Miura,  Japan
- 2. Preis: Mel Adkins,  Vereinigtes Königreich und Ekaterina Krivokochenko,  Russland (ex aequo)
- 3. Preis: Mayako Asada,  Japan

2002
- 1. Preis: Viv McLean,  Vereinigtes Königreich
- 2. Preis: Alexandre Moutouzkine,  Russland und Kook Hee Hong,  Südkorea (ex aequo)
- 3. Preis: Yun-Yang Lee,  Volksrepublik China

2003
- 1. Preis: Inesa Synkevich,  Ukraine  Israel
- 2. Preis: Yosuke Niino,  Japan
- 3. Preis: Sowon Hwang,  Südkorea

2004
- 1. Preis: Piotr Machnik,  Polen
- 2. Preis: Yi-Chih Lu,  Volksrepublik China
- 3. Preis: Matei Varga,  Rumänien

2005
- 1. Preis: Jue Wang,  Volksrepublik China
- 2. Preis: Yukiko Akagi,  Japan
- 3. Preis: Fumiyo Kawamura,  Japan

2006
- 1. Preis: José Enrique Bagaría,  Spanien
- 2. Preis: Marie Verneuil,  Frankreich
- 3. Preis: Mi-Yeon I,  Neuseeland

2007
- 1. Preis: Mladen Čolić,  Serbien
- 2. Preis: Veronika Böhmova,  Tschechien und  Marisa Gupta,  Vereinigte Staaten (ex aequo)
- 3. Preis: nicht vergeben

2008
- 1. Preis: Martina Filjak,  Kroatien
- 2. Preis: Ilya Maksimov,  Russland
- 3. Preis: Jun Ishimura,  Japan

2009
- 1. Preis: Vestards Šimkus,  Lettland
- 2. Preis: Jong Yun Kim,  Südkorea
- 3. Preis: Scipione Sangiovanni,  Italien

2010
- 1. Preis: Denis Zhdanov,  Ukraine
- 2. Preis: Olga Kozlowa,  Russland
- 3. Preis: Marko Hilpo,  Finnland

2011
- 1. Preis: Mateusz Borowiak,  Polen
- 2. Preis: Alexey Lebedev,  Russland
- 3. Preis: Alexey Chernov,  Russland

2012
- 1. Preis: Soo Jung Ann,  Südkorea
- 2. Preis: Nozomi Nakagiri,  Japan
- 3. Preis: Vadym Kholodenko,  Ukraine

2013
- 1. Preis: Stanislav Khristenko,  Ukraine  Russland
- 2. Preis: Tomoaki Yoshida,  Japan
- 3. Preis: Haejae Kim,  Südkorea

2014
- 1. Preis: Regina Chernychko,  Ukraine
- 2. Preis: Sergey Belyavskiy,  Russland
- 3. Preis: Tatiana Chernichka,  Russland

2015
- 1. Preis: Danylo Saienko,  Ukraine
- 2. Preis: Minsung Lee,  Südkorea
- 3. Preis: Caterina Grewe,  Deutschland

2016
- 1. Preis: Hiroo Sato,  Japan
- 2. Preis: Shiori Kuwahara,  Japan
- 3. Preis: Yutong Sun,  Volksrepublik China

2017
- 1. Preis: Levon Avagyan,  Armenien
- 2. Preis: Hin-Yat Sang,  Hongkong
- 3. Preis: Anastasia Rizikov,  Kanada

2018
- 1. Preis: Evgeny Konnov,  Russland
- 2. Preis: Luke Jones,  Vereinigtes Königreich
- 3. Preis: Alexey Sichev,  Russland

2019
- 1. Preis: Daumants Liepiņš,  Lettland
- 2. Preis: Aleksandr Kliuchko,  Russland
- 3. Preis: KaJeng Wong,  Hongkong

2021
- 1. Preis: Sandro Gegechkori,  Georgien
- 2. Preis: Ziming Ren,  Volksrepublik China
- 3. Preis: Rafael Kyrychenko,  Portugal

2022
- 1. Preis: Jaeden Izik-Dzurko,  Kanada
- 2. Preis: Antonio Chen Guang,  Volksrepublik China
- 3. Preis: Masaya Kamei,  Japan

2023
- 1. Preis: Jonathan Mamora,  Vereinigte Staaten
- 2. Preis: Valentin Malinin,  Russland
- 3. Preis: Roman Lopatynskyi,  Ukraine

2024
- 1. Preis: Xiaolu Zang,  Volksrepublik China
- 2. Preis: Uladzislau Khandohi,  Belarus
- 3. Preis: U Chun Lam,  Hongkong

### Kammermusik
1970
- 1. Preis: Fernando Puchol und Pedro León,  Spanien

1973
- 1. Preis: nicht vergeben
- 2. Preis: Dieter Lallinger und Jürgen Besig,  Deutschland

1980
- 1. Preis: Roland Straumer und Olaf Dressler,  Deutschland
- 2. Preis: Izumi Komoriya and Taisuko Yamashita,  Japan
- 3. Preis: Juan Llinares,  Spanien und Ludovica Mosca,  Italien

1987
- 1. Preis: Michael Sanderling und Gerald Fauth,  Deutschland
- 2. Preis:Senoko Numata und Akemi Tadenuma,  Japan
- 3. Preis: Pierre Luc Denuit und Sylvie Barret,  Frankreich

### Duos
1996
- 1. Preis: Avi Downes und Shana Downes,  Vereinigte Staaten
- 2. Preis: Aya Yoshii und Yoko Yoshihara,  Japan
- 3. Preis: Maria Belousova,  Russland und Katarzyna Ewald,  Polen

1999
- 1. Preis: Florian Wiek und Justus Grimm,  Deutschland
- 2. Preis: Akiko Okabe und Yuko Aragaki,  Japan
- 3. Preis: Isabel Gabbe,  Deutschland und Leslie Riva,  Frankreich sowie Kyoko Sasaki und Eriko Iso,  Japan (ex aequo)

2004
- 1. Preis: Eung Soo Kim und Moon Young Chae,  Südkorea
- 2. Preis: Igor Bobowitsch,  Belarus und Elena Kolesnichenko,  Ukraine
- 3. Preis: Julien Beaudiment und Laetitia Bougnol,  Frankreich sowie Katia Novell,  Spanien und Luis Parés,  Venezuela (ex aequo)

### Flöte
1968
- 1. Preis: nicht vergeben
- 2. Preis: Lô Angelloz,  Frankreich und Teresita Frey,  Schweiz (ex aequo)

1972
- 1. Preis: nicht vergeben
- 2. Preis: Christine Turellier,  Frankreich und Edelgard Seeman,  Deutschland

1978
- 1. Preis: nicht vergeben
- 2. Preis: Masayoshi Enokida,  Japan und Philippe Pierlot,  Frankreich (ex aequo)
- 3. Preis: Jadwiga Kotnowska,  Polen

1983
- 1. Preis: Erika Sebök,  Ungarn
- 2. Preis: Motoaki Kato,  Japan
- 3. Preis: Monika Hegedüs,  Ungarn
- Spezialpreis: Vicenç Prats,  Spanien

1988
- 1. Preis: Dita Krenberga,  Sowjetunion
- 2. Preis: Christel Rayneau,  Frankreich und Iren More,  Ungarn (ex aequo)
- 3. Preis: Natalia Setchkareva,  Sowjetunion

1994
- 1. Preis: Natalia Danilina,  Russland
- 2. Preis: Atsuko Koga,  Japan
- 3. Preis: Maryse Graciet,  Frankreich

1998
- 1. Preis: Olesia Tertychnaia,  Russland
- 2. Preis: Christian Farroni,  Italien
- 3. Preis: Kaori Fujii,  Japan und Dejan Gavric,  Serbien und Montenegro (ex aequo)

2001
- 1. Preis: Francesca Canali,  Italien
- 2. Preis: Hyun-im Yoon,  Südkorea
- 3. Preis: Petra Orgl,  Österreich

### Gitarre
1969
- 1. Preis: nicht vergeben
- 2. Preis: Wolfgang Lendle,  Deutschland

1974
- 1. Preis: Marie Thérèse Ghirardi,  Frankreich
- 2. Preis: Dagoberto Linhares,  Brasilien
- 3. Preis: Dušan Bogdanović,  Jugoslawien

1979
- 1. Preis: Leonardo Palacios,  Uruguay
- 2. Preis: William Waters,  Vereinigtes Königreich
- 3. Preis: Guillermo Pérez,  Spanien

1981
- 1. Preis: Gabriel García Santos,  Spanien
- 2. Preis: Shin’ichi Fukuda,  Japan
- 3. Preis: Nicholas Petrou,  Australien

1985
- 1. Preis: Stefano Cardi,  Italien
- 2. Preis: Han Jonkers,  Niederlande
- 3. Preis: Keiko Fujii,  Japan

1989
- 1. Preis: Esther-Helena Steenbergen,  Niederlande
- 2. Preis: István Römer,  Jugoslawien
- 3. Preis: Vladimir Tervo,  Sowjetunion

1992
- 1. Preis: George Vassilev,  Bulgarien
- 2. Preis: Xavier Coll,  Spanien
- 3. Preis: Daisuke Suzuki,  Japan

1997
- 1. Preis: Sara Gianfelici,  Italien
- 2. Preis: Lorenzo Micheli,  Italien
- 3. Preis: Daekun Jang,  Südkorea

### Perkussion
1982
- 1. Preis: nicht vergeben
- 2. Preis: Axel Fries,  Deutschland und Peter Sadlo,  Deutschland (ex aequo)
- 3. Preis: Shin-ichi Ueno,  Japan
- Spezialpreis: Jordi Mestres,  Spanien und Santiago Molas,  Spanien (ex aequo)

1990
- 1. Preis: Ramón Alsina,  Spanien
- 2. Preis: Armin Weigert,  Deutschland und Ignasi Vila,  Spanien (ex aequo)
- 3. Preis: Stefan Eblenkamp,  Deutschland

### Trio
2009
- 1. Preis: Trio Demian – Nozomi Matsumoto,  Japan, Misa Yang,  Japan und Sietse-Jan Weijemberg,  Niederlande
- 2. Preis: Trio Quintilian – Olha Chipak,  Ukraine, Yi Mo,  Volksrepublik China und Ruodi Li,  Volksrepublik China
- 3. Preis: Trio Monte – Anca Lupu,  Rumänien, Ana Rachel Feitosa de Araujo,  Brasilien und Claude Frochaux,  Italien

### Violine
1964
- 1. Preis: Rubén González,  Argentinien

1967
- 1. Preis: Edith Volckaert,  Belgien

1971
- 1. Preis: Ernst Kovacic,  Österreich

1975
- 1. Preis (Herren): Gerardo Ribeiro,  Portugal
- 1. Preis (Damen): Yukari Tate,  Japan
- 2. Preis (Herren): Eugen Sârbu,  Rumänien
- 2. Preis (Damen): Rasma Liélmane,  Mexiko

1979
- 1. Preis: nicht vergeben
- 2. Preis: Véronique Bogaerts,  Belgien
- 3. Preis: Berthilde Dufour,  Frankreich

1984
- 1. Preis: Stéphane L. Picard,  Frankreich
- 2. Preis: nicht vergeben
- 3. Preis: Danuta Glowacka,  Polen und Mark Bleck,  Vereinigte Staaten (ex aequo)
- Spezialpreis: Joaquín Palomares,  Spanien

1989
- 1. Preis: nicht vergeben
- 2. Preis: Franziska Pietsch,  Deutschland und Yova Slessareva,  Bulgarien (ex aequo)
- 3. Preis: Thomas Bötcher,  Deutsche Demokratische Republik und Kyoko Saburi,  Japan (ex aequo)

1993
- 1. Preis: Denitsa Kazakova,  Bulgarien
- 2. Preis: Ryotaro Ito,  Japan
- 3. Preis: Olga Nodel,  Deutschland

### Violoncello
1976
- 1. Preis: Daniel Raclot,  Frankreich
- 2. Preis: Antônio Meneses,  Brasilien

1986
- 1. Preis: Hillel Zori,  Israel
- 2. Preis: Luca Signorini,  Italien
- 3. Preis: nicht vergeben

1991
- 1. Preis: Valerie Aimard,  Frankreich
- 2. Preis: Anita Barbereau,  Frankreich
- 3. Preis: Laure Vavasseur,  Frankreich und Thorsten Encke,  Deutschland (ex aequo)

### Gesang
1965
- 1. Preis: nicht vergeben
- 2. Preis: nicht vergeben

1966
- 1. Preis: Wolfgang Witte,  Österreich

1967
- 1. Preis: Dirk Schortemeier,  Deutschland

1968
- 1. Preis: Ionel Pantea,  Rumänien

1969
- 1. Preis: nicht vergeben
- 2. Preis: Kiyoko Ishii,  Japan und Roswitha Haub,  Deutschland (ex aequo)

1971
- 1. Preis: Magdalena Cononovici,  Rumänien

1972
- 1. Preis: nicht vergeben
- 2. Preis: Sandra Sandru,  Rumänien

1973
- 1. Preis: Marilena Marinescu,  Rumänien

1974
- 1. Preis: nicht vergeben
- 2. Preis: Marius Cosmescu,  Rumänien
- 3. Preis: Juliana Paszthy,  Ungarn und Wally Salio,  Italien (ex aequo)

1975
- 1. Preis: Ludmila Yourchenco,  Sowjetunion
- 2. Preis: Aleksandr Rudkowsky,  Sowjetunion
- 3. Preis: Aleksandr Vorosilo,  Sowjetunion

1976
- 1. Preis: nicht vergeben
- 2. Preis: nicht vergeben
- 3. Preis: nicht vergeben

1977
- 1. Preis: nicht vergeben
- 2. Preis: Károly Szilágyi,  Rumänien und Keiko Hibi,  Japan (ex aequo)

1978
- 1. Preis: François le Roux,  Frankreich
- 2. Preis: Rodica Mitrica,  Rumänien

1979
- 1. Preis: nicht vergeben
- 2. Preis: Eva Tihany,  Ungarn
- 3. Preis: Gabriela Mazza,  Italien und Kuniko Taguchi,  Japan

1981
- 1. Preis: Nancy Carol Moore,  Vereinigte Staaten
- 2. Preis: Anne Salvan,  Frankreich und Luis Álvarez Sastre,  Spanien (ex aequo)
- 3. Preis: Olim Sadoullaiev,  Sowjetunion

1983
- 1. Preis: Mabel Perelstein,  Argentinien
- 2. Preis: Jennifer Larmore,  Vereinigte Staaten
- 3. Preis: Elise Bédard,  Kanada und Catalina Moncloa,  Spanien (ex aequo)

1985
- 1. Preis: Chihiro Bamba,  Japan
- 2. Preis: Tomas Möwes,  Deutschland und Annette K. Markert,  Deutsche Demokratische Republik
- 3. Preis: Teresa Verdera,  Spanien

1987
- 1. Preis: nicht vergeben
- 2. Preis: Jenny M. Miller,  Vereinigte Staaten und Jin-Ok Kim,  Südkorea (ex aequo)
- 3. Preis: Fumi Yamamoto,  Japan und Teodor Ciurdea,  Rumänien (ex aequo)

1990
- 1. Preis: Vladimir Dits,  Sowjetunion
- 2. Preis: Mirela S. Spinu,  Rumänien
- 3. Preis: Malgorzata Lesiewicz-Przyby,  Polen und Manuel Lanza,  Spanien (ex aequo)
- Spezialpreis: Manuel Lanza,  Spanien

1995
- 1. Preis: Mihoko Fujimura,  Japan
- 2. Preis: Rosa Mateu,  Spanien
- 3. Preis: Hanna Dóra Sturludóttir,  Island und Suki Kim,  Südkorea (ex aequo)

2000
- 1. Preis: Annette Dasch,  Deutschland
- 2. Preis: Ramona Eremia,  Rumänien und Giedré Povilaityté,  Litauen (ex aequo)
- 3. Preis: nicht vergeben